# Horst Pohl (Politiker)
Horst Pohl (* 1. März 1923 in Breslau; † 4. August 2013) war ein deutscher Kommunalpolitiker (SED). Er war von 1962 bis 1988 Oberbürgermeister von Gera. 

## Werdegang
Als unehelicher Sohn einer Wäscherin wuchs Pohl in sehr einfachen Verhältnissen auf. Nach dem Abschluss der Volksschule absolvierte er in einer Breslauer Opel-Vertretung eine Lehre zum Industriekaufmann. Es folgten Reichsarbeitsdienst und ab 1941 Kriegsdienst in der Wehrmacht. Bei Kriegsende geriet Pohl in der Tschechoslowakei in sowjetische Kriegsgefangenschaft und verbrachte drei Jahre in einem Lager an der Wolga.
Nach seiner Entlassung aus der Gefangenschaft wurde Pohl im thüringischen Eisenberg zunächst kaufmännischer Leiter, dann Betriebsleiter einer volkseigenen Ziegelei. Pohl und seine Belegschaft beteiligten sich nicht an den Streiks des 17. Juni 1953.
Pohl kehrte 1948 nach Deutschland zurück und ging in die Sowjetische Besatzungszone. Er wurde 1949 Mitglied der SED und war ab 1950 ehrenamtlich in der Eisenberger Stadtverordnetenversammlung tätig. Im Juli 1953 wurde er Bürgermeister der Stadt, anschließend wurde er 1955 Vorsitzender des Rates des Kreises (Landrat) im Kreis Rudolstadt. Von 1959 bis 1962 absolvierte er ein Studium an der Parteihochschule „Karl Marx“, das er als Diplomgesellschaftswissenschaftler abschloss.
Am 22. November 1962 wurde er zum Geraer Oberbürgermeister gewählt. Seine lange Amtszeit war geprägt durch das Wachstum der Stadt Gera, das die Tätigkeit von Großbetrieben wie der SDAG Wismut, dem VEB Elektronik Gera oder dem Kombinat Carl Zeiss mit sich brachte, und dem damit verbundenen Wohnungsmangel. Ab 1972 entstand im Südwesten der Stadt in Lusan das größte Neubaugebiet des Bezirkes Gera; ab 1986 folge im Nordosten das Neubaugebiet Bieblach-Ost. Die 1980er Jahre brachten zwei kulturelle Großereignisse in Gera: im Juni 1984 die 20. Arbeiterfestspiele im Bezirk Gera und im Oktober 1987 die 750-Jahr-Feier der Stadt. Am 13. April 1987 unterzeichnete er im Rathaus von Arnhem eine Vereinbarung über eine Städtepartnerschaft zwischen dem Rat der Stadt Gera und dem Rat der niederländischen Stadt Arnhem.
Nach Vollendung des 65. Lebensjahres wurde Pohl am 15. März 1988 von der Stadtverordnetenversammlung aus dem Amt des Oberbürgermeisters verabschiedet, am selben Tag trat Horst Jäger seine Nachfolge an. Pohls Amtszeit war mit über 25 Jahren die längste aller Geraer Stadtoberhäupter der Moderne. Am 28. April 1988 wurde er mit dem Vaterländischen Verdienstorden in Gold ausgezeichnet. Er lebte auch als Rentner weiterhin in Gera. 

## Werke
- Günther Linsel, Horst Pohl: Gera im Aufbruch 1962-1990. Verlag Erhard Lemm, Gera 2016. ISBN 978-3-931635-94-7